# Kemal Kılıçdaroğlu
Kemal Kılıçdaroğlu (pronunciado /keˈmal kɯɫɯtʃˈdaɾoːɫu/ (escucharⓘ); Nazimiye, 17 de diciembre de 1948) es un político turco de origen kurdo, fue el séptimo líder del Partido Republicano del Pueblo en el Congreso del partido celebrado el 22 de mayo de 2010, después de la dimisión del anterior presidente, Deniz Baykal hasta el 5 de noviembre de 2023 en que no fue reelegido en el cargo. También se presentó a las elecciones locales al ayuntamiento de Estambul en 2009, donde obtuvo el 36,8% de los votos.
Kılıçdaroğlu fue el candidato del Partido Republicano del Pueblo a las Elecciones presidenciales de Turquía de 2023 en las que pasó a segunda vuelta pero no triunfó.

## Infancia y adolescencia
Kemal Kılıçdaroğlu nació en la aldea de Ballıca, al este de Turquía. Su padre era uno de los exiliados de la fallida revolución de Dersim.
Kemal se graduó en 1972 de Economía en la Academia de Ciencias Económicas y Comerciales de Ankara (ahora Universidad Gazi). 

## Vida laboral y profesional
El mismo año de su graduación, Kemal ingresó en el Ministerio de Finanzas como especialista en cuentas júnior. En 1983 ascendió a subdirector general del Departamento de ingresos del mismo ministerio. En 1992 fue nombrado director general de la Organización de la Seguridad social. Dos años más tarde, el periódico Ekonomik Trend lo catalogó como «Funcionario público del año».

## Vida política

### 1999-2007: inicios
En 1999, Kemal intentó unirse al Partido de Izquierda Democrática. Se dijo que sería candidato en las elecciones del mismo año, pero no pudo,  pues no entró en la lista de candidatos del partido. En las elecciones generales de 2002 ingresó como diputado de Estambul en el parlamento, y en las de 2007 fue reelegido para la misma causa.

### 2009-2010: etapa media y candidatura a líder del partido
El 22 de enero de 2009, Kemal fue candidato a la alcaldía de Estambul. Lo anunció el líder del partido, Deniz Baykal. Su campaña se basó en una estructura política limpia y transparente, e incluso se enfrentó a Topbaş a un debate televisado. Pese a sus intentos, Kemal quedó derrotado con un 37 % de los votos, frente al 44,7 % de Topbaş.
En 2010, el presidente del partido, Deniz Baykal, dejó el liderazgo tras una polémica sobre cintas de vídeo. Entonces, Kemal se unió a la lista de candidatos para el liderazgo del partido. Cuando Kemal consiguió el apoyo de 77 de los 81 presidentes provincia-les de su partido, Baykal decidió no presentarse como candidato. Al final, Kemal consiguió el apoyo unánime, con 1189 votos (descontando los ocho que se consideraron inválidos). Ahora Kemal era el líder de la oposición turca.

### 2011: elecciones generales en Turquía
2011 fue el primer año en el que Kemal se presentaba como líder del Partido Republicano del Pueblo y de la oposición. Kemal dijo que si no ganaba las elecciones, ya no se presentaría más. Unas 3,500 personas pagaron para postularse en el partido: los hombres pagaron 3,000 liras, las mujeres 2,000 y los discapacitados 500. Sin embargo, la oposición perdió y ganó el Partido de la Justicia y del Desarrollo.

### 2015-2016: elecciones generales y demanda
A pesar de las alegaciones de Kemal de no volver a participar en otras elecciones si perdía las anteriores, volvió a presentarse. El partido obtuvo 11,5 millones de votos, y 132 miembros en la asamblea nacional, lo que supuso un descenso de 1,03 % de miembros.

En 2016 Kemal Kılıçdaroğlu le dijo al presidente de Turquía, Erdoğan:
«Los académicos que expresan sus opiniones han sido detenidos uno por uno siguiendo instrucciones dadas por un supuesto dictador».
Tras esto, Kemal fue procesado y se le acusó de «Insultar al Presidente de la República».

### 2018: elecciones generales en Turquía
En 2018, Kemal se presentó de nuevo como candidato, pero Erdoğan fue reelegido como presidente.

## Vida personal
Kemal se casó con Selvi Gündüz, con la que tiene tres hijos, un hijo varón (Kerem) y dos hijas (Aslı y Zeynep).